# 东街街道 (秦皇岛市)
东街街道，是中华人民共和国河北省秦皇岛市山海关区下辖的一个乡镇级行政单位。

## 行政区划
东街街道下辖以下地区：
铁三局社区和东城社区。